# Wendy Kilbourne
Wendy Kilbourne (Los Angeles (Californië), 29 juni 1964) is een Amerikaanse actrice.
Kilbourne maakte haar debuut in 1983 in een gastrol in een aflevering van Matt Houston. Tweemaal maakte ze haar opwachting in deze serie. In 1984 was ze te zien in de televisiefilm Calendar Girl Murder, waarna ze in 1985 en 1986 Constance Flynn/Hazard speelde in de historische dramaserie North & South.
In 1985 ontmoette ze haar toekomstige echtgenoot, acteur James Read op de set van North & South; ze speelden samen een getrouwd koppel. Ze zetten hun relatie verder tijdens de opnames van North & South Book II, om uiteindelijk twee jaar later in het huwelijk te treden. Ze hebben twee kinderen en onderhouden nauwe contacten met North & South-coacteurs Jonathan Frakes en Genie Francis.
Sinds North & South heeft Kilbourne in tal van televisieseries en films gespeeld.
- Biblioteca Nacional de España: XX4906717
- International Standard Name Identifier: 0000 0003 8137 9536
- Library of Congress Control Number: no2012127816
- Virtual International Authority File: 261249954
- WorldCat: E39PBJbGVVCXRfqKc3gmM3JVYP